# Schieferweg
Der Schieferweg ist ein 84 Kilometer langer Wanderweg des Sauerländischen Gebirgsvereins (SGV).
Er führt von Meschede über Bad Fredeburg, Latrop und Bad Berleburg nach Biedenkopf. Der Wanderweg berührt zwei Schieferabbaugebiete: Bad Fredeburg und Raumland. Am Wanderweg findet man in Holthausen das Schieferbergbau- und Heimatmuseum.
Der Wanderweg fällt in die Kategorie der Hauptwanderstrecken des SGV und besitzt wie alle anderen Hauptwanderstrecken als Wegzeichen das weiße Andreaskreuz X, an Kreuzungspunkten um die Zahl 23 erweitert.
Im Jahr 2012 wurde vom SGV entschieden, den Schieferweg zusammen mit weiteren Hauptwanderwegen aufzugeben und nicht mehr nachzumarkieren. 2013 wurde vom SGV bekanntgegeben, dass aufgrund der historischen Bedeutung des Schieferwegs dieser Weg weiterhin als Hauptwanderweg geführt wird.